# Fikayo Tomori
Oluwafikayomi Oluwadamilola Tomori zkráceně Fikayo Tomori (19. prosinec 1997, Calgary, Kanada) je kanadsko anglický fotbalový obránce, který hraje od roku 2021 za italský klub AC Milán. Mládežnických úrovních reprezentoval i rodnou Kanadu.

## Přestupy
- z Chelsea do Milán za 600 000 Euro (půlroční hostování)
- z Chelsea do Milán za 34 400 000 Euro

## Kariéra

### Klubová
V osmi letech se připojil k akademii Chelsea, ve které se propracoval až do výběru do 18 a 21 let, se kterými vyhrál FA Youth Cup a Juniorskou ligu UEFA v sezóně 2014/15 a 2015/16. V sezóně 2015/16 se stal hráčem roku akademie Chelsea FC.
11. května 2016 se spolu s dalšími spoluhráči s akademie, Tammym Abrahamem a Kaseym Palmerem objevil na lavičce A-týmu v zápase Premier League proti Liverpoolu. Do zápasu, který skončil remízou 1:1, ovšem nezasáhl. 16. května se v posledním kole Premier League již svého debutu dočkal, když při zápase proti vítězi ligy Leicesteru City v 60. minutě vystřídal Branislava Ivanoviče (zápas skončil 1:1).
Do italského klubu AC Milán byl nejprve poslán na půlroční hostování v lednu 2021 s následnou opcí. Odehrál 17 utkání a pomohl klubu na 2. místo v lize. Klub byl s jeho výkony spokojen a uplatnil opci. Sezonu 2021/22 odehrál výborně a pomohl tak klubu po 11 letech získat titul.

### Reprezentační
Tomori díky svému rodišti v Calgary reprezentoval Kanadu ve výběru do 20 let, za kterou odehrál pouze jeden zápas, a to přátelský zápas proti výběru Anglie do 20 let (Tomori byl kapitánem kanadského týmu, výhra 2:1). V květnu 2016 byl povolán do anglické fotbalové reprezentace do 19 let.
První utkání za Anglii odehrál na 6 minut 17. listopadu 2019 proti Kosovu (4:0).

## Statistiky
| Sezóna            | Klub              | Liga              | Liga   | Liga | Domácí poháry | Domácí poháry | Domácí poháry | Kontinentální poháry | Kontinentální poháry | Kontinentální poháry | Celkem | Celkem |
| Sezóna            | Klub              | Soutěž            | Zápasy | Góly | Soutěž        | Zápasy        | Góly          | Soutěž               | Zápasy               | Góly                 | Zápasy | Góly   |
| ----------------- | ----------------- | ----------------- | ------ | ---- | ------------- | ------------- | ------------- | -------------------- | -------------------- | -------------------- | ------ | ------ |
| 2015/16           | Chelsea           | Premier League    | 1      | 0    | AP+ALP        | 0+0           | 0             | LM                   | 0                    | 0                    | 1      | 0      |
| 2016/17           | Chelsea           | Premier League    | 0      | 0    | AP+ALP        | 0+0           | 0             | -                    | 0                    | 0                    | 0      | 0      |
| 2017              | Brighton          | Championship      | 9      | 0    | AP+ALP        | 1+0           | 0             | -                    | 0                    | 0                    | 10     | 0      |
| 2017/18           | Hull City         | Championship      | 25     | 0    | AP+ALP        | 1+0           | 0             | -                    | 0                    | 0                    | 26     | 0      |
| 2018/19           | Derby County      | Championship      | 47     | 1    | AP+ALP        | 4+4           | 0+1           | -                    | 0                    | 0                    | 55     | 2      |
| 2019/20           | Chelsea           | Premier League    | 15     | 1    | AP+ALP        | 2+0           | 1+0           | LM+ES                | 4+1                  | 0                    | 22     | 2      |
| 2020/21           | Chelsea           | Premier League    | 1      | 0    | AP+ALP        | 1+2           | 0             | LM                   | 0                    | 0                    | 4      | 0      |
| Celkem za Chelsea | Celkem za Chelsea | Celkem za Chelsea | 17     | 1    | -             | 6             | 1             | -                    | 4                    | 0                    | 27     | 2      |
| 2021              | Milán             | Serie A           | 17     | 1    | IP            | 1             | 0             | EL                   | 4                    | 0                    | 20     | 1      |
| 2021/22           | Milán             | Serie A           | 31     | 0    | IP            | 4             | 0             | LM                   | 5                    | 1                    | 40     | 1      |
| 2022/23           | Milán             | Serie A           | 33     | 1    | IP+IS         | 1+1           | 0+0           | LM                   | 10                   | 0                    | 45     | 1      |
| 2023/24           | Milán             | Serie A           | 26     | 4    | IP            | 0             | 0             | LM+EL                | 6+3                  | 0                    | 35     | 4      |
| 2024/25           | Milán             | Serie A           | 17     | 0    | IP+IS         | 3+2           | 0             | LM                   | 7                    | 0                    | 29     | 0      |
| Celkem za Milán   | Celkem za Milán   | Celkem za Milán   | 124    | 6    | -             | 10            | 0             | -                    | 35                   | 1                    | 171    | 7      |
| Celkově           | Celkově           | Celkově           | 222    | 8    | -             | 28            | 2             | -                    | 39                   | 1                    | 289    | 11     |

## Úspěchy

### Klubové
- vítěz 1. italské ligy (1x)

Milán: 2021/22
- vítěz italského superpoháru (1x)

Milán: 2024
- vítěz Juniorské ligy UEFA (1x)

Chelsea: 2014/15, 2015/16

### Reprezentační
- 1× na MS 20 (2017 – zlato)
- 1× na ME 21 (2019)